# Holcoglossum nujiangense
Holcoglossum nujiangense är en orkidéart som beskrevs av Xiao Hua Jin och Sing Chi Chen. Holcoglossum nujiangense ingår i släktet Holcoglossum och familjen orkidéer. Inga underarter finns listade i Catalogue of Life.